# スウェーデンのビルギッタ
聖ビルギッタ （Santa Brigida, スウェーデン語：Heliga Birgitta, 1303年 - 1373年7月23日）あるいは聖ビルジッタは、スウェーデンの聖職者。ローマ・カトリックとルーテル教会の聖人。シトー会に所属し、のちビルギッタ会を設立した。ヨーロッパ、スウェーデン、未亡人の守護聖人。スウェーデンで最も崇敬の対象となっている聖人である。

## 生涯
ビルギッタは本名をビルギッタ・ビルゲンスドッテル（Birgitta Birgersdottir）といい、ウップランド地方の知事ビルゲル・ペッションの娘として生まれた。父は国有数の裕福な地主で、母親も名門ビェルボ家の出身であった。母をとおして、若いビルギッタはスウェーデン王と交流をもつことになる。
1316年、13歳のビルギッタはネルケ地方の領主で、エステルイェートランド地方のウルヴォーサ一族出身のウルフ・グドマルションと結婚し、のちに8子をもうけた。そのうちの1人がスウェーデンの聖カタリナである。ビルギッタの気高く慈愛にあふれた生活は彼女を遠方まで広く知らしめることとなった。ビルギッタの深い信仰心は夫も動かした。夫と共に1341年から1343年にかけ、サンティアゴ・デ・コンポステーラへ巡礼の旅へ出かけたのである。
1344年、巡礼の旅から戻ってまもなく、夫ウルフがエステルイェートランド地方のシトー会修道院、アルヴァストラで亡くなった。このため、ビルギッタは生涯を信仰に捧げることになった。 
彼女がビルギッタ会を設立し、ヴァドステーナに本拠をかまえたのはこの時であった。ビルジッタが女官として仕えていたマグヌス4世と王妃ブランカが潤沢な寄付をおこなった。
1350年頃、ビルギッタはローマへ向かった。目的は、新たな修道会の設立許可をローマ教皇に願い出ることと、自らに課した当時の道徳的風潮を引き上げるという使命の実行のためであった。ローマ教皇ウルバヌス5世は修道会則の確認を1370年までしなかったが、その間にビルギッタの人となりが彼女の優しさと善行ゆえにローマで広く敬愛されることになった。時折巡礼に出かけ（1373年にエルサレムへ向かっている）、彼女は亡くなる1373年7月23日までローマにとどまった。最初ビルギッタはサン・ロレンツォ・イン・フォルモーサ教会へ埋葬されたが、後にスウェーデンへ移された。修道会の仕事は娘のカタリナに引き継がれた。ビルギッタは1391年、教皇ボニファティウス9世によって聖別され、1415年のコンスタンツ公会議で聖性が確認された。
ビルギッタは子供の頃から頻繁に幻視を見ていた（てんかんを抱えていた事が原因とされている）。亡くなる少し前には、地面に横たわる幼児のキリストと、ブロンドの髪をした聖母マリアを幻視で見たという。彼女の幻視体験を書いた著書「啓示」は、のちに多大なる影響を与えた。

## その他
1651年、ウィーンにビルギッタの名を冠した礼拝堂が建てられた。1900年、新しくブリギッテナウ（Brigittenau）という地区がもうけられた。
1999年、教皇ヨハネ・パウロ2世はビルギッタをヨーロッパの守護聖人と定めた。彼女の祝日は7月23日（公式には10月8日）である。
キリストが啓示したとされる、「スウェーデンのビルジッタの15の祈り」が存在する。